# 劉鈗
劉鈗，字汝中，號西橋，山東壽光人。明朝政治人物，劉珝之子。

## 生平
八歲時，明憲宗召見，愛其聰敏，且拜起如禮，即命為中書舍人。因為宮殿門檻高，同官楊一清經常抱著進出。其歷任五十餘年，嘉靖中至太常卿，兼五經博士。其博學有行誼，與長洲劉棨並稱「二劉」。